# Aloe castanea
Aloe castanea ist eine Pflanzenart der Gattung der Aloen in der Unterfamilie der Affodillgewächse (Asphodeloideae). Das Artepitheton castanea stammt aus dem Lateinischen, bedeutet ‚Kastanie‘ und verweist auf die kastanienbraune Farbe des Nektars.

## Beschreibung

### Vegetative Merkmale
Aloe castanea wächst stammbildend, ist nahe der Basis und gelegentlich nochmals darüber verzweigt und bildet zehn bis 20 Kronen aus. Der Stamm ist 3 bis 4 Meter hoch. Die spitz zulaufenden Laubblätter bilden dichte Rosetten. Die glauke Blattspreite ist 100 Zentimeter lang und 10 Zentimeter breit. Die hakigen Zähne am dünnen, hell bräunlichroten Blattrand sind 1,5 Millimeter lang und stehen 8 bis 10 Millimeter voneinander entfernt.

### Blütenstände und Blüten
Der in der Regel schiefe, einfache Blütenstand erreicht eine Länge von 1,5 bis 2 Meter. Die dichten, schmal zylindrischen, leicht spitz zulaufenden Trauben sind 70 bis 100 Zentimeter lang. Die eiförmig-spitzen  Brakteen weisen eine Länge von 12 Millimeter auf und sind 8 Millimeter breit. Die glockenförmigen, rötlich braunen Blüten stehen an 3 Millimeter langen Blütenstielen. Die Blüten sind 18 Millimeter lang und an ihrer Basis gerundet. Auf Höhe des Fruchtknotens weisen die Blüten einen Durchmesser von 6 Millimeter auf. Darüber sind sie zur Spitze auf 15 Millimeter erweitert. Ihre äußeren Perigonblätter sind (fast) nicht miteinander verwachsen. Die Staubblätter und der Griffel ragen 12 bis 15 Millimeter aus der Blüte heraus.

### Genetik
Die Chromosomenzahl beträgt {\displaystyle 2n=14}.

## Systematik und Verbreitung
Aloe castanea ist in Südafrika in der Provinz Gauteng, im Norden der Provinz Mpumalanga und im Süden der Provinz Limpopo auf Hängen sowie Wald- und Buschland, häufig in offenen, flachen Landschaften in Höhen von 1000 bis 1800 Metern verbreitet. 
Die Erstbeschreibung durch Selmar Schönland wurde 1907 veröffentlicht.

## Nachweise